# Canal Guillaume

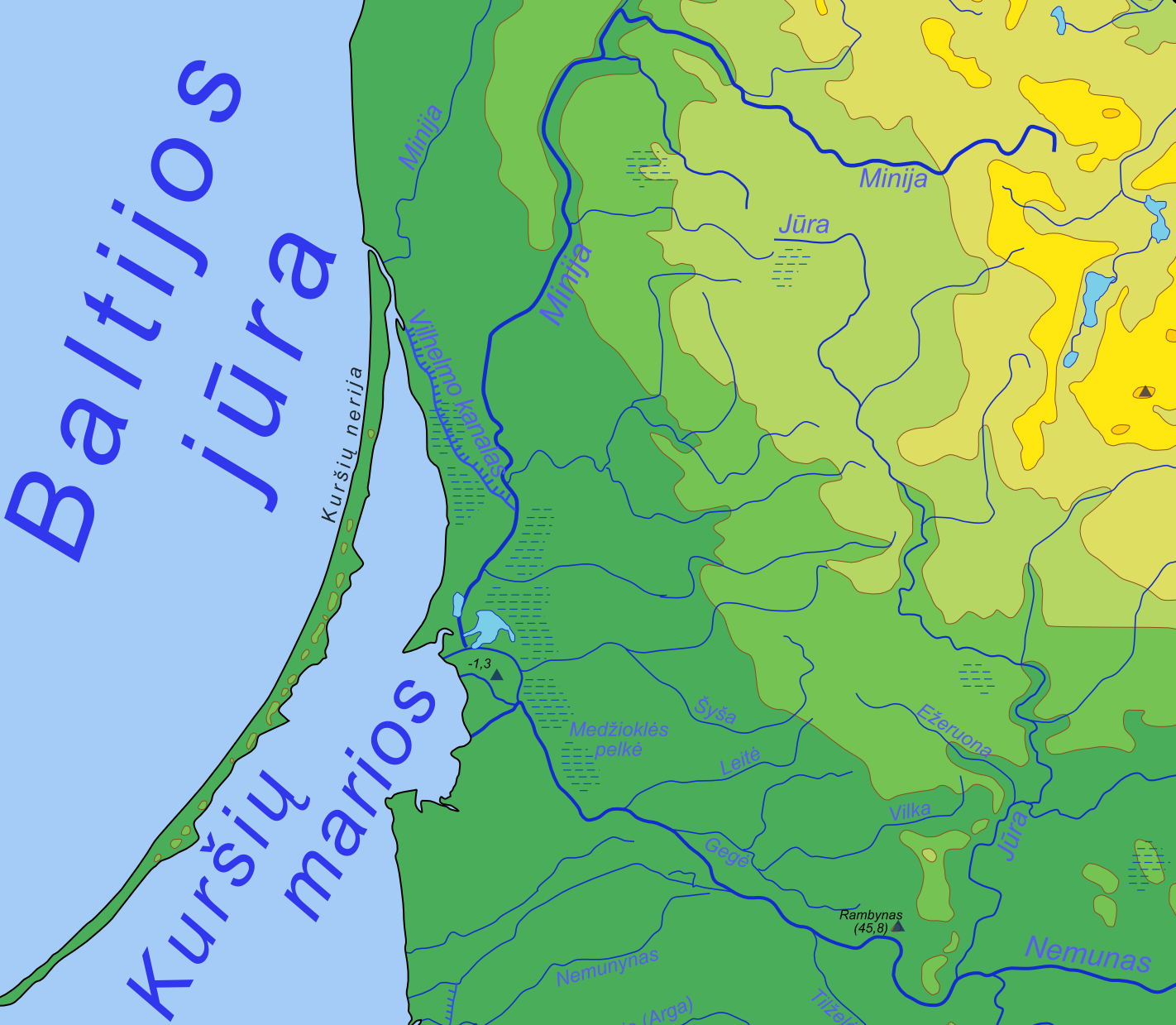
Carte de l'ouest de la Lituanie montrant la Minija et le canal Guillaume.

Le canal Guillaume (König-Wilhelm-Kanal en allemand, Vilhelmo kanalas en lituanien) est un canal situé dans l'ouest de la Lituanie. Long de 24 km, il relie Memel (aujourd'hui Klaipėda) à la rivière Minija, affluent du Niémen. Baptisé en l'honneur de Guillaume Ier de Prusse, sa construction commence en 1863 et s'achève en 1873. De 1871 à 1873, 690 prisonniers de guerre français sont réquisitionnés pour participer au creusement de la partie terminale du canal. Un monument à l'embouchure du canal rappelle leur contribution et le prix qu'ils ont payé en vies humaines.
La canal Guillaume porte aujourd'hui le nom de canal de Klaipėda (Klaipėdos kanalas).

## Histoire
Planifié dès le milieu du XVIIIe siècle, il est repoussé à plus tard pour des raisons financières. À cette époque, le flottage du bois est en pleine croissance. Mais pour atteindre le port de Memel, sur la Baltique, le bois devait traverser une partie de la lagune de Courlande, dans laquelle il débouchait beaucoup trop au sud, à la hauteur de Heydekrug (aujourd'hui Šilutė) : lors de son trajet vers le nord, il était souvent dispersé par les vagues ou le vent, causant de lourdes pertes aux convoyeurs. Pour éviter ce détour, il fut décidé de relier directement le village de Lankuppen, sur la Minija (la Minge en allemand), au port de Memel.
La construction commence en 1863 et dure dix ans. Entre 1902 et 1904, le canal est enjambé par dix ponts de fer au tablier de bois. Outre le flottage du bois, il est emprunté par des navires à voile ou halés par des chevaux ou des hommes.

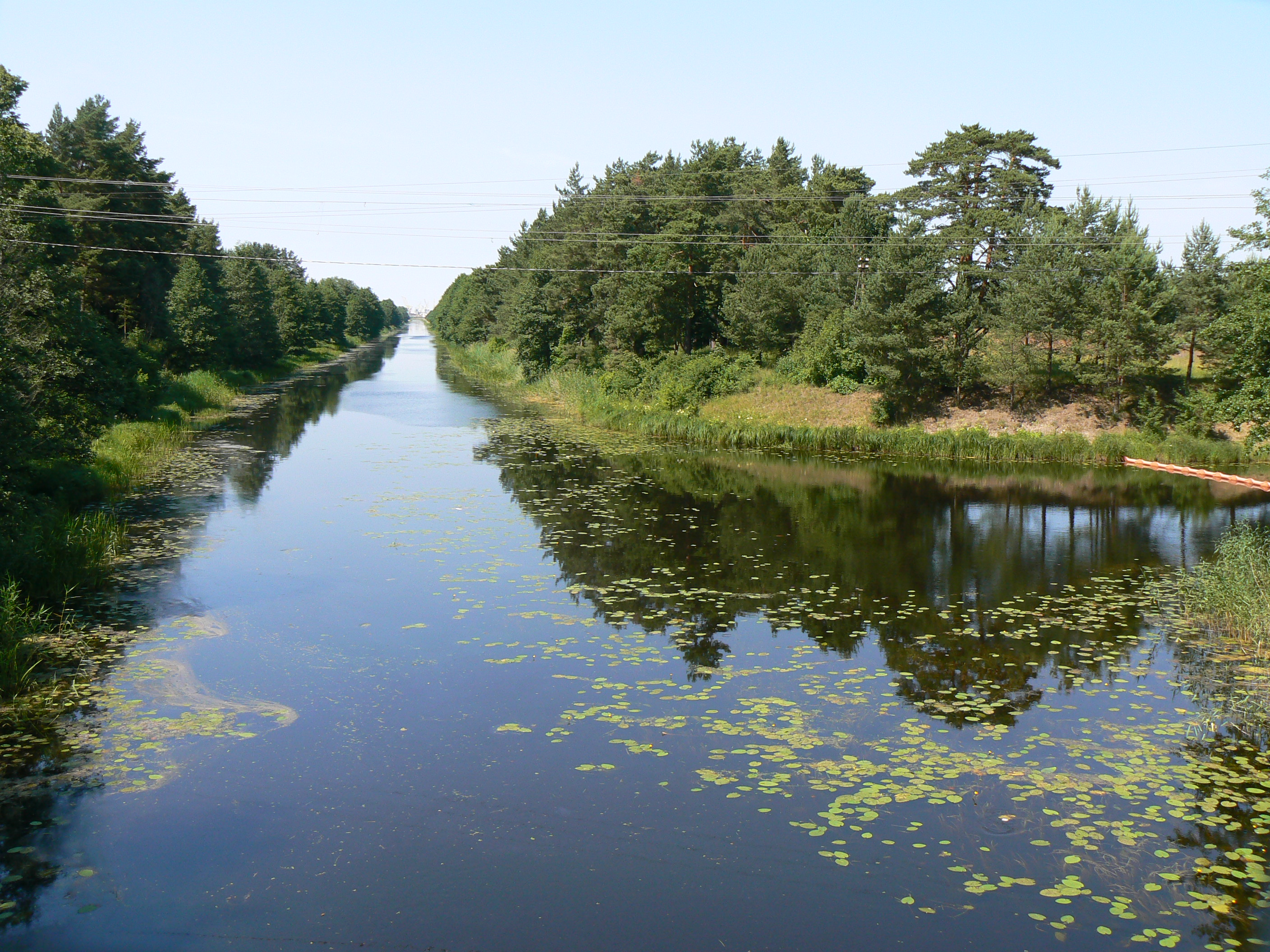
Le canal Guillaume.
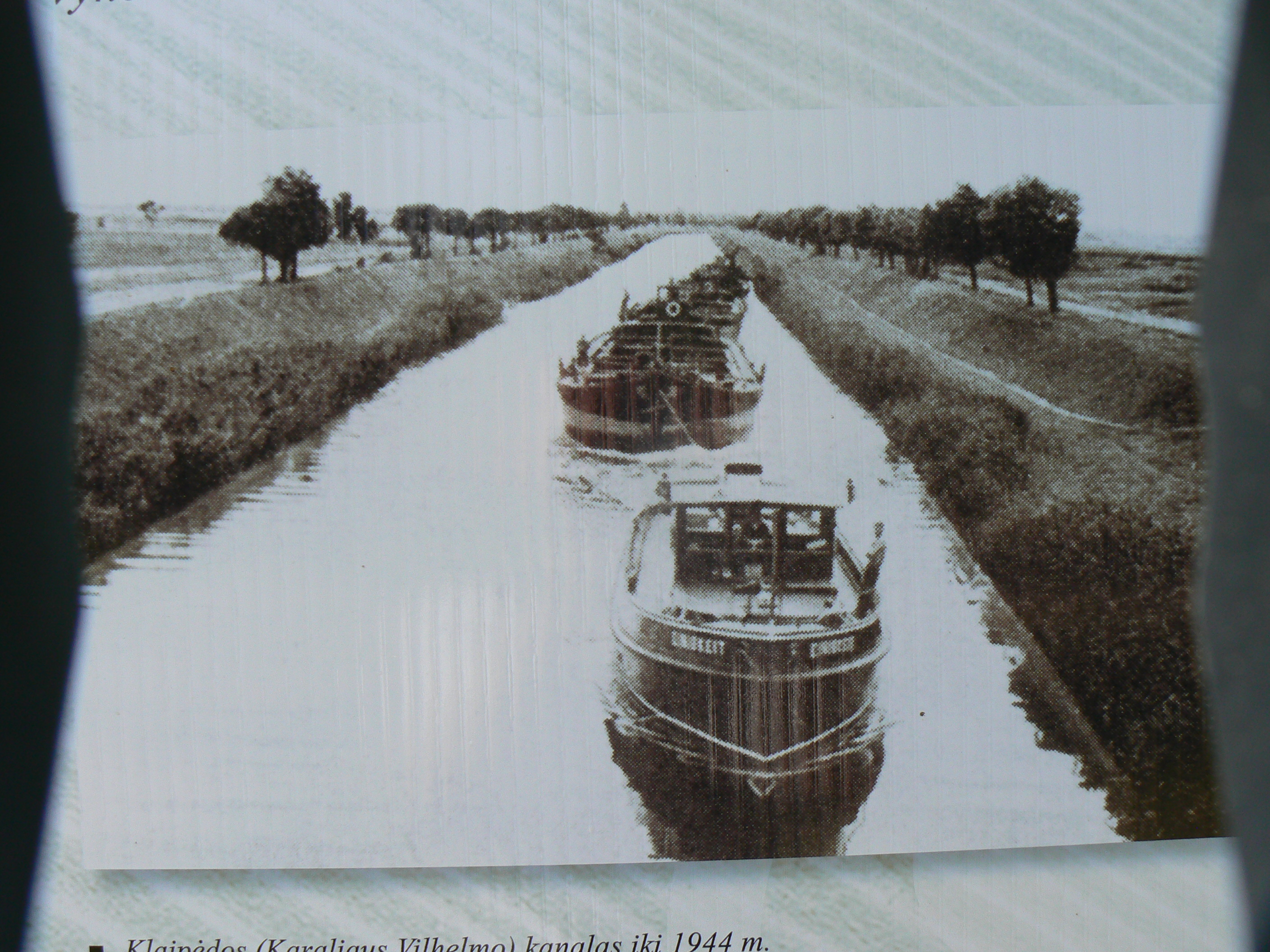
Vue du canal au début du XXe siècle.
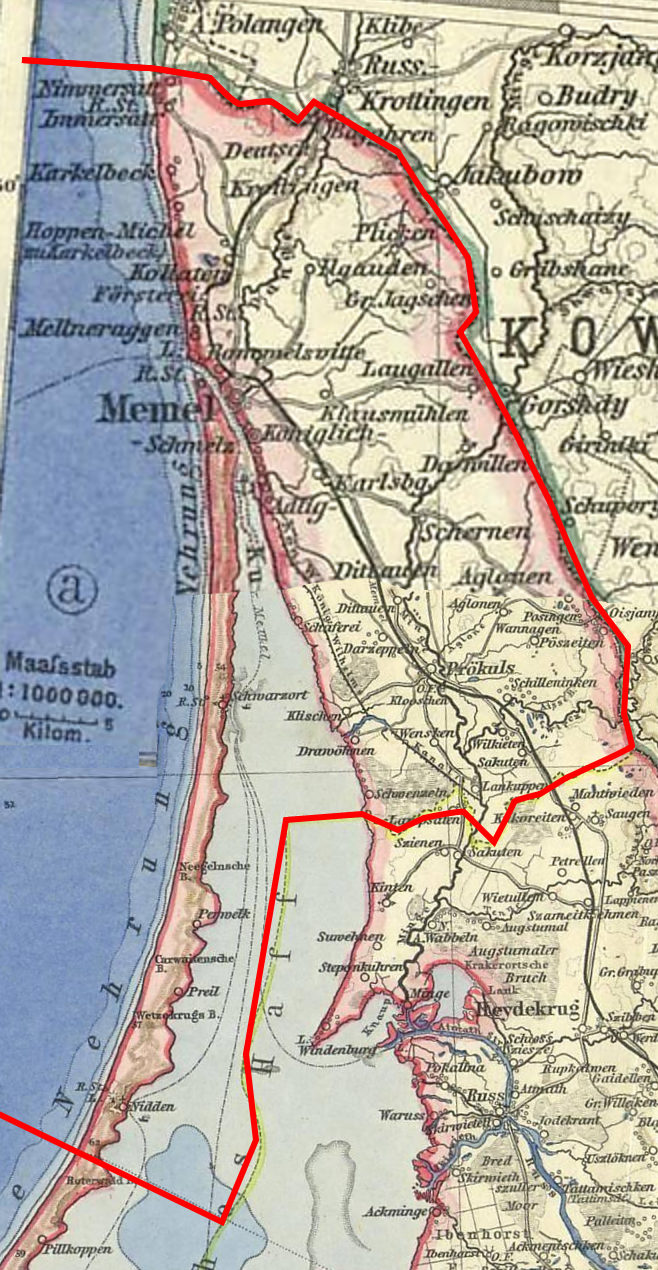
Carte de la région de Memel, aujourd'hui Klaipeda.

## Sources et références
1. ↑  Gilles Dutertre, Les Français dans l'histoire de la Lituanie : 1009-2009, L'Harmattan, 2009, 236 p. (ISBN 978-2-296-07852-9 et 2-296-07852-4, lire en ligne), p. 136